# Sara Murphy
Sara Murphy (* 20. Jahrhundert) ist eine in den USA arbeitende Musikvideo-, Film- und Fernsehproduzentin. Seit Beginn der 2010er-Jahre hat sie an über zwei Dutzend Projekten mitgewirkt. Für die Produktion des Spielfilms Licorice Pizza  (2021) wurde sie für einen Oscar nominiert.

## Leben und Karriere

### Von der Schauspielassistentin zur Filmproduzentin
Sara Murphy besuchte eine Ingenieurhochschule, ehe sie sich dem Stepptanz widmete. Ab Mitte der 2000er-Jahre fungierte sie als Assistentin des US-amerikanischen Schauspielers Philip Seymour Hoffman (1967–2014), obwohl sie zum Zeitpunkt ihrer Einstellung kein Wissen über die Film- und Fernsehindustrie besaß. Murphy unterstützte ihn über vier Jahre bei den Dreharbeiten zu Capote (2005), Mission: Impossible III (2006), Die Geschwister Savage, Tödliche Entscheidung – Before the Devil Knows You’re Dead und Der Krieg des Charlie Wilson (alle 2007) sowie bei Synecdoche, New York und Glaubensfrage (beide 2008). Danach kündigte sie, weil sie sich mit der Filmbranche nicht anfreunden konnte. Ursprünglich wollte sie eine Hochschule für ein Aufbaustudium besuchen, wurde aber von Hoffman zurückgeholt, um in der Entwicklungsabteilung seiner Produktionsfirma zu arbeiten. Murphy gefiel die interne und kollaborative Arbeit. „Es war eine Art allumfassende Ausbildung, nur weil Phil Regie führte, spielte, produzierte, am Theater arbeitete, beim Film arbeitete, das Fernsehen entwickelte. Es war eine wunderbare Gelegenheit, in das Geschäft einzutauchen und verschiedene Blickwinkel zu sehen“, so Murphy über die Arbeit bei Hoffman.
Erste Erfahrungen als Filmproduzentin sammelte Murphy als „Associate Producer“ an Philip Seymour Hoffmans Regiedebüt Jack in Love (2010). Es folgte die Koproduktion Leben und Sterben in God’s Pocket (2014), bei der Hoffman Produzent war und zur Darstellerriege gehörte. Ab diesem Zeitpunkt begann sie sich gänzlich auf die Arbeit als Produzentin zu konzentrieren. Murphys erster Spielfilm, bei dem sie offiziell als Produzentin geführt wurde, war die Abenteuerkomödie Land Ho! (2014) von Aaron Katz und Martha Stephens. Diese brachte ihr bei der Verleihung der Independent Spirit Awards 2015 eine Auszeichnung ein. 

### Zusammenarbeit mit Paul Thomas Anderson und Erfolg mit »Licorice Pizza«
Zwischen 2015 und 2020 folgte eine langjährige Zusammenarbeit mit dem US-amerikanischen Regisseur Paul Thomas Anderson an Musikvideos. Murphy produzierte mit ihm Werke für Joanna Newsom, Radiohead oder Haim. Dazwischen wirkte sie u. a. als Produzentin der preisgekrönten Independentfilme Morris aus Amerika (2016, Regie: Chad Hartigan), Hunter Gatherer (2016, Regie: Josh Locy), Gemini (2017, Regie: Aaron Katz), The Mountain (2017, Regie: Rick Alverson), Beale Street (2018, Regie: Barry Jenkins) und Niemals Selten Manchmal Immer (2020, Regie: Eliza Hittman) mit. Auch war sie an der Produktion der Fernsehserien Strangers (2017) und The Underground Railroad (2021) beteiligt. Letztgenanntes Projekt brachte sie erneut mit Barry Jenkins zusammen.
Murphy arbeitet am liebsten mit Autorenfilmern zusammen. Bei ihr steht die Beziehung und Zusammenarbeit mit dem Künstler im Vordergrund, danach folgt die Suche nach Material für einen neuen Film. Auch zählt sie Anpassungsfähigkeit zu den nötigen Tugenden einer Produzentin. Nach der Zusammenarbeit mit Paul Thomas Anderson an dem für den Grammy Award nominierten Musikfilm Anima (2019), folgte mit der 1970er-Jahre Tragikomödie Licorice Pizza (2021) der erste Spielfilm der beiden. Die Hauptrollen übernahmen die Haim-Musikerin Alana Haim und Cooper Hoffman, beides Schauspieldebütanten. Murphy kannte den Sohn von Philip Seymour Hoffman seit dem ersten Lebensjahr. Aufgrund der COVID-19-Pandemie mussten Produzentenkollege Adam Somner und sie variabel bei den Terminplänen für die Dreharbeiten im Spätsommer 2020 im San Fernando Valley sein. Dennoch soll bei der Produktion eine „Leichtigkeit“ geherrscht haben, die es Anderson ermöglichte, trotz der COVID-19-Beschränkungen auch zu improvisieren. Der Lohn waren bei der Oscarverleihung 2022 drei Nominierungen, darunter für Anderson, Somner und Murphy in der Kategorie bester Film.

## Filmografie (Auswahl)
- 2010: Jack in Love (Jack Goes Boating)
- 2014: Leben und Sterben in God’s Pocket (God’s Pocket)
- 2016: Morris aus Amerika (Morris from America)
- 2016: Hunter Gatherer
- 2017: Person to Person
- 2017: Gemini
- 2017: Strangers (Fernsehserie, 6 Folgen)
- 2018: If Beale Street Could Talk
- 2018: The Amaranth
- 2019: Anima (Kurzfilm)
- 2020: Niemals Selten Manchmal Immer (Never Rarely Sometimes Always)
- 2021: The Underground Railroad (Fernsehserie, 10 Folgen)
- 2021: Licorice Pizza

## Auszeichnungen (Auswahl)
- 2015: Independent Spirit Award – John Cassavetes Award (Land Ho!)
- 2019: Chicago Independent Film Critics Circle Award – Bester Independentfilm (Beale Street)
- 2019: Independent Spirit Award – Bester Film (Beale Street)
- 2020: Grammy-Nominierung – Bester Musikfilm (Anima)
- 2021: BIFA-Nominierung – Bester internationaler Independentfilm (Niemals selten manchmal immer)
- 2022: BAFTA-Award-Nominierung – Bester Film (Licorice Pizza)
- 2022: Oscar-Nominierung – Bester Film (Licorice Pizza)
- 2022: PGA-Award-Nominierung – Bester Kinofilm (Licorice Pizza)